# Ligne de Nérac à Mont-de-Marsan
La ligne de Nérac à Mont-de-Marsan est une ligne ferroviaire française, longue de 93,7 kilomètres, établie dans les départements de Lot-et-Garonne, du Gers et des Landes. Elle reliait la gare de Nérac située sur la ligne de Port-Sainte-Marie à Riscle à celle de Mont-de-Marsan, sur la ligne de Morcenx à Bagnères-de-Bigorre.
Elle constitue la ligne 644 000 du réseau ferré national.
Actuellement, seul le tronçon de Nérac à Mézin est ouvert au service du fret, il est également utilisé par le Train touristique de l'Albret depuis le 17 avril 2004. Le reste de la ligne a été déposé.
Le tronçon de Gabarret à Mont-de-Marsan est aménagé en voie verte goudronnée de Villeneuve-de-Marsan à Mont-de-Marsan, surface caillouteuse de Villeneuve-de-Marsan à Gabarret.

## Histoire
Cette ligne a été déclarée d'utilité publique à titre d'intérêt général par la loi du 6 août 1881. Elle a été concédée à la Compagnie des chemins de fer du Midi et du Canal latéral à la Garonne le 20 novembre 1883.
La ligne a été ouverte en plusieurs étapes :
- De Nérac à Mézin le 23 juin 1890[3].
- De Mézin à Mont-de-Marsan le 12 décembre 1897[4].

Elle a été fermée en totalité au service des voyageurs le 2 octobre 1938 et au service des marchandises :
- de Sos à Gabarret le 2 décembre 1962.
- de Mézin à Sos et de Gabarret à Mont-de-Marsan le 3 novembre 1969.

### Dates de déclassements
- De Sos à Gabarret (PK 158,350 à 173,300) le 13 février 1964[5].
- De Gabarret à Mont-de-Marsan (PK 175,500 à 227,920) et de Mézin à Sos (PK 148,900 à 158,350), le 14 janvier 1972[6].